# Red Ecuatoriana de Universidades para Investigación y Postgrados
La Red Ecuatoriana de Universidades y Escuelas Politécnicas para Investigación y Posgrados, también conocida como REDU, es una red universitaria fundada, el 17 de septiembre de 2012, por varias universidades ecuatorianas, con el fin de unir esfuerzos y trabajar en conjunto en investigación y posgrados. 

## Miembros fundadores
Sus miembros fundadores fueron las siguientes universidades calificadas con categoría “A”, según informe de categorización del Ex CONEA 2009:
- Escuela Politécnica Nacional (EPN)
- Universidad Central del Ecuador (UCE)
- Universidad de Cuenca (UCUENCA)
- Pontificia Universidad Católica del Ecuador (PUCE)
- Escuela Superior Politécnica del Litoral (ESPOL)
- Universidad Técnica de Ambato (UTA)
- Universidad Técnica Particular de Loja (UTPL)
- Escuela Superior Politécnica del Chimborazo (ESPOCH)
- Universidad de las Fuerzas Armadas (ESPE)
- Universidad del Azuay (UDA)
- Universidad San Francisco de Quito (USFQ)[1]

## Objetivo general
La REDU tiene como objetivo general el promover programas, proyectos y actividades académicas interinstitucionales, mediante el intercambio de experiencias, estableciendo mecanismos de comunicación y gestión compartida de recursos para contribuir al desarrollo de la educación superior y del país.

## Objetivos específicos
Entre los objetivos específicos de la REDU están:
- Identificar espacios de discusión y difusión de la investigación y posgrados en la educación superior, a fin de ejecutar de manera conjunta programas de investigación y posgrados, asegurando la innovación y la transferencia tecnológica en beneficio de la sociedad.

- Fortalecer la relación de las instituciones de educación superior con la sociedad, así como su presencia regional.

- Vincular a los sectores académico, social, político y productivo, que tengan injerencia en las áreas temáticas o campos de las ciencias, a través de la realización de proyectos de investigación y formación conjunta a nivel de posgrados en ciencias e ingeniería.

- Optimizar los recursos humanos, materiales y financieros de las instituciones participantes en la red y su relación con otros actores sociales.

- Recomendar políticas de investigación y posgrado a las autoridades de las instituciones y organismos del Sistema de Educación Superior acordes al Plan Nacional del Buen Vivir.

## Instituciones miembros
| Fundación | Universidad                                    | Provincia  |
| --------- | ---------------------------------------------- | ---------- |
| 1586      | Universidad Central del Ecuador                | Pichincha  |
| 1867      | Universidad de Cuenca                          | Azuay      |
| 1869      | Escuela Politécnica Nacional                   | Pichincha  |
| 1922      | Universidad de las Fuerzas Armadas ESPE        | Pichincha  |
| 1946      | Pontificia Universidad Católica del Ecuador    | Pichincha  |
| 1952      | Universidad Técnica de Manabí                  | Manabí     |
| 1958      | Escuela Superior Politécnica del Litoral       | Guayas     |
| 1962      | Universidad Católica Santiago de Guayaquil     | Guayas     |
| 1968      | Universidad del Azuay                          | Azuay      |
| 1969      | Universidad Técnica de Ambato                  | Tungurahua |
| 1969      | Escuela Superior Politécnica del Chimborazo    | Chimborazo |
| 1971      | Universidad Técnica Particular de Loja         | Loja       |
| 1971      | Universidad UTE                                | Pichincha  |
| 1972      | Instituto de Altos Estudios Nacionales         | Pichincha  |
| 1974      | Facultad Latinoamericana de Ciencias Sociales  | Pichincha  |
| 1988      | Universidad San Francisco de Quito             | Pichincha  |
| 1992      | Universidad Andina Simón Bolívar               | Pichincha  |
| 1994      | Universidad de las Américas                    | Pichincha  |
| 1986      | Universidad Técnica del Norte                  | Imbabura   |
| 1993      | Universidad Internacional SEK Ecuador          | Pichincha  |
| 1994      | Universidad Politécnica Salesiana              | Azuay      |
| 1995      | Universidad Técnica de Cotopaxi                | Cotopaxi   |
| 1997      | Universidad Del Pacífico : Escuela de Negocios | Guayas     |
| 1998      | Universidad Tecnológica Indoamérica            | Tungurahua |
| 2014      | Universidad Yachay Tech                        | Imbabura   |